# Geef nooit op
Geef nooit op was een Nederlands jeugdprogramma van de VARA, en later van RTL 4, dat tussen 1991 en 1999 werd uitgezonden vanuit Studio 22 in Hilversum. Peter Jan Rens liet wensen van kinderen in vervulling gaan. Zo ging hij met iemand op bezoek bij dolfijnen of metselde hij met een kind een muurtje, omdat dat kind later metselaar wilde worden.
Het programma werd geregisseerd door Liesbeth Sjollema. De titelsong was geschreven door Peter Jan Rens en Annemieke Hoogendijk.

## Het programma
Iedere show bestond uit vijf verschillende wensen. De eerste, derde en vijfde waren meestal filmpjes die op een locatie waren opgenomen, waarin de deelnemer en Peter Jan Rens een beroep uitoefenden of een activiteit deden. Voorbeelden hiervan zijn de belijning op een weg tekenen, of klootschieten. De twee wensen daartussen waren meestal dingen die in de studio gedaan werden, zoals meespelen in een band, samenspelen met een beroemdheid, bijvoorbeeld een beroemde pianist of koken met een topkok. Daarnaast was er iedere show een kind dat 'de presentatie deed', ofwel het formeel aankondigen van alle wensen. Ook vermeldde dit kind aan het eind van elke aflevering het adres waarnaar kinderen hun wensen konden sturen voor het programma. 
Ieder kind wiens wens werd vervuld kreeg als herinnering een Geef nooit op trui (een trui met daarop de zin "Geef nooit op"). Ook de assistente kreeg deze trui.